# Ligaria quadripunctata
Ligaria quadripunctata är en bönsyrseart som beskrevs av Carl Stål 1877. Ligaria quadripunctata ingår i släktet Ligaria och familjen Mantidae. Inga underarter finns listade i Catalogue of Life.